# Castelgomberto
Castelgomberto – miejscowość i gmina we Włoszech, w regionie Wenecja Euganejska, w prowincji Vicenza.
Według danych na rok 2004 gminę zamieszkiwały 5482 osoby, 322,5 os./km².